# Liminka
Liminka [ˈlimiŋkɑ] (schwedisch Limingo) ist eine Gemeinde im Norden Finnlands. Sie liegt rund 30 km südlich der Stadt Oulu in der Landschaft Nordösterbotten. Liminka ist ausschließlich finnischsprachig.

## Überblick
Die Siedlungsschwerpunkte sind neben dem Kirchdorf Liminka die Orte Alatemmes und Tupos. Weiterhin zählen zur Gemeinde die Ortschaften Heinijärvi, Hirvineva, Kedonperä, Ketunmaa, Kiiskilänkylä, Lapinkangas, Liminka, Rantakylä, Ritokorpi, Selkämaa, Tikkaperä und Virkkula.
Das Dorf Liminka entstand um 1300 und ist eine der ältesten finnischen Siedlungen in der bis in die frühe Neuzeit von den halbnomadisch lebenden Samen besiedelten Region. Seit 1477 war Liminka als Kirchspiel Verwaltungszentrum eines großen Gebiets, das bis ins innerfinnische Kajaani reichte. In den folgenden Jahrhunderten wurde das Gebiet Liminkes immer kleiner, da viele Orte wie die spätere Stadt Oulu mit wachsender Bevölkerungszahl kirchlich wie politisch eigenständig wurden.
Die im neoklassizistischen Stil gebaute Kirche (Carl Ludwig Engel) stammt von 1826. Das Pfarrhaus ist das größte in Finnland.
Der größte Teil der Gemeindefläche wird landwirtschaftlich genutzt. Im Laufe der Jahrhunderte wurden die Wälder größtenteils gerodet, Seen und Sümpfe trockengelegt.
Die nach dem Ort benannte Meeresbucht Liminganlahti ist eines der bedeutendsten Vogelreviere Finnlands. Unter anderen unterhält hier der WWF eine Warte.

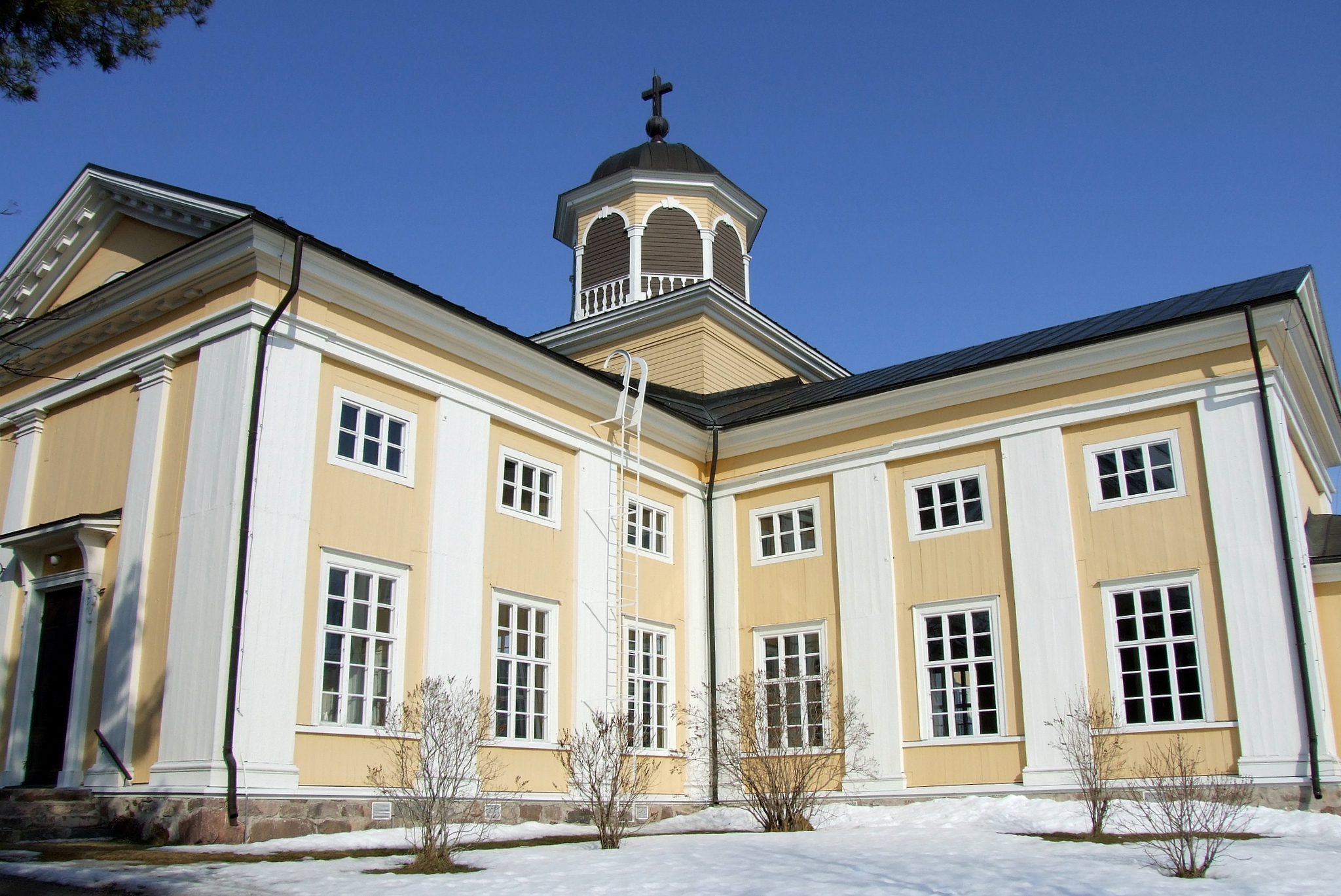
Kirche von Liminka
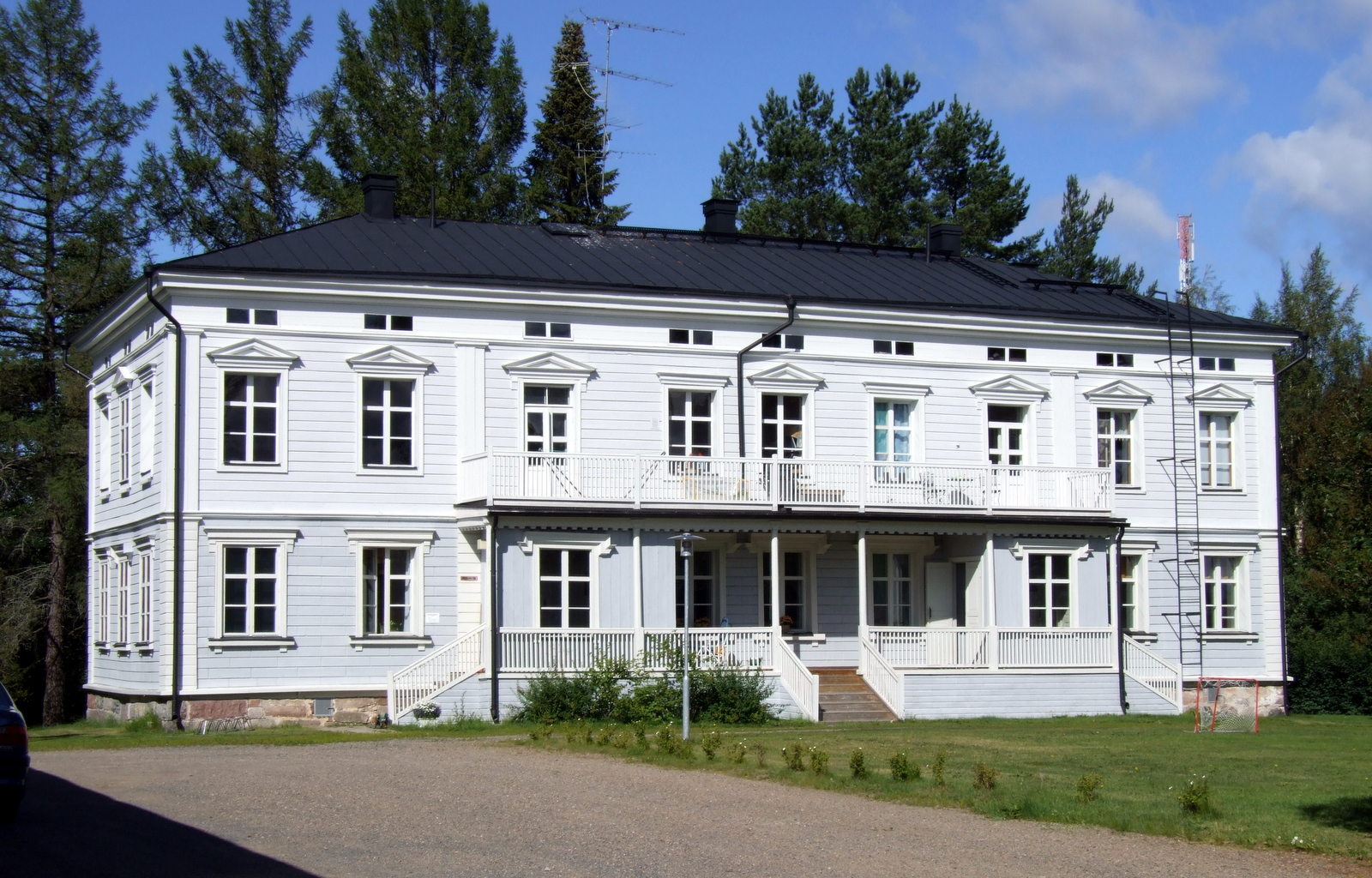
Pfarrhaus von Liminka
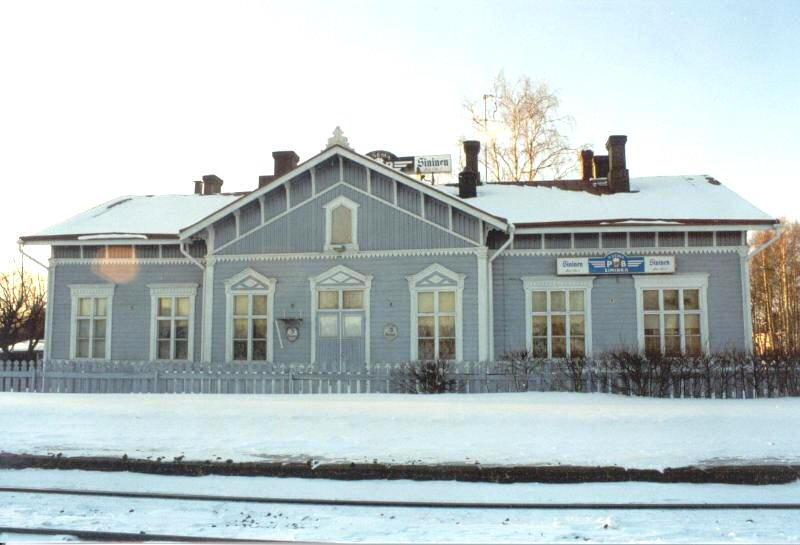
Bahnhof von Liminka

## Sehenswürdigkeiten
- Vilho Lampi -Museum[3]
- Alakestilä Arboretum (drittältestes Arboretum Finnlands)[4]

## Politik

### Gemeinderat
Wie in Nordfinnland üblich, ist die Zentrumspartei in Liminka die dominierende politische Kraft. Bei der Kommunalwahl 2012 erhielt sie knapp 60 Prozent der Stimmen, im Gemeinderat stellt sie 21 von 35 Abgeordneten. Die beiden anderen großen Parteien des Landes, die konservative Nationale Sammlungspartei und die Sozialdemokraten spielen mit vier beziehungsweise drei Sitzen im Gemeinderat eine untergeordnete Rolle. Ebenfalls im Gemeinderat vertreten sind die rechtspopulistischen Wahren Finnen und das Linksbündnis mit jeweils drei Sitzen sowie der Grüne Bund mit einem Abgeordneten.
| Partei                    | Wahlergebnis 2012 | Sitze   |
| ------------------------- | ----------------- | ------- |
| Finnische Zentrumspartei  | 57,7 % (+1,2)     | 21 (±0) |
| Nationale Sammlungspartei | 11,2 % (−2,5)     | 4 (−1)  |
| Sozialdemokraten          | 8,9 % (+2,9)      | 3 (+1)  |
| Wahre Finnen              | 8,6 % (+3,7)      | 3 (+2)  |
| Linksbündnis              | 8,3 % (−4,6)      | 3 (−1)  |
| Grüner Bund               | 5,2 % (−0,8)      | 1 (−1)  |

## Persönlichkeiten
- Juho Sunila (1875–1936), Politiker und Ministerpräsident
- Toni Keränen (* 1998), Speerwerfer